# الکساندر بوبنوف
الکساندر بوبنوف (روسی: Александр Викторович Бубнов؛ زادهٔ ۱۰ اکتبر ۱۹۵۵) بازیکن سابق و مربی فوتبال اهل روسیه است.
از باشگاه‌هایی که در آن بازی کرده‌است می‌توان به باشگاه فوتبال دینامو مسکو، باشگاه فوتبال اسپارتاک مسکو، باشگاه فوتبال ستاره سرخ، و باشگاه فوتبال اسپارتاک ولادی‌قفقاز اشاره کرد.
وی همچنین در تیم ملی فوتبال شوروی بازی کرده‌است.